# Porschdorf
Porschdorf este o comună din landul Saxonia, Germania.
1. ↑   https://hov.isgv.de/Porschdorf Lipsește sau este vid: |title= (ajutor)